# Învățare prin predare

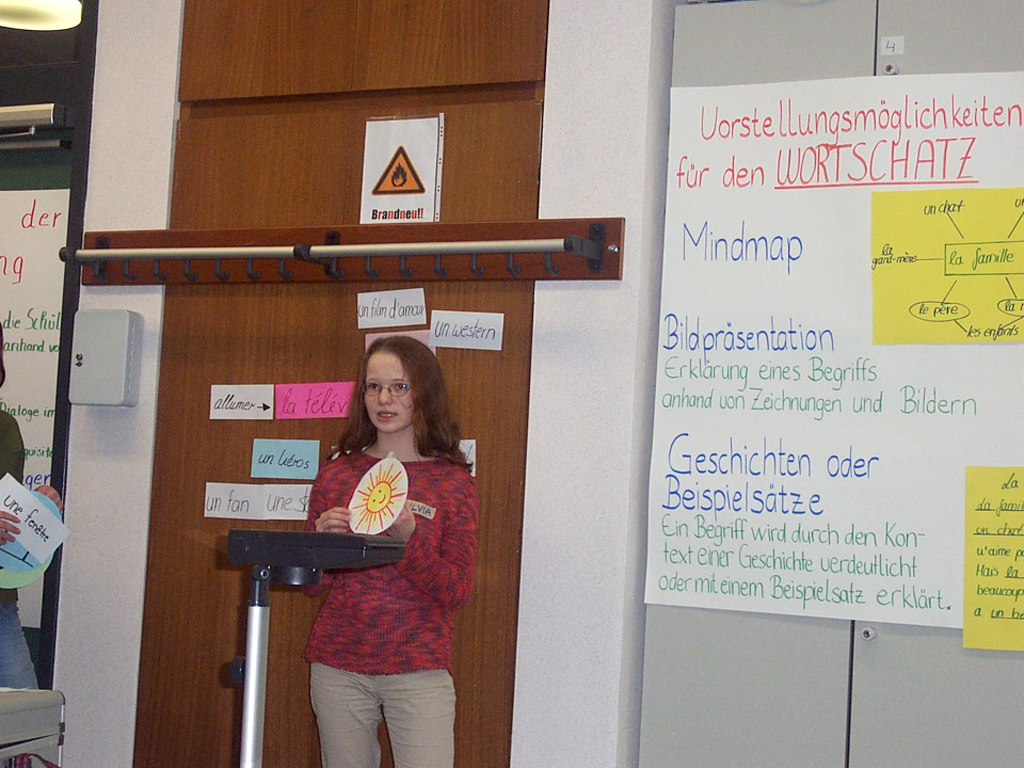
Prezentarea vocabularului limbii franceze de către o studentă germană.

"Lernen durch Lehren" (în germană Învățarea prin predare, într-o formă prescurtată LdL) este o metodă de învățare care se inspiră din învățământul reciproc, practicat în Elveția, în secolul al XIX-lea, dar care a fost dezvoltată și răspândită în Germania începând cu anul 1980 de către Jean-Pol Martin, profesor de didactică franceză la Universitatea Catolică din Eichstätt-Ingolstadt, Bavaria. Jean-Pol Martin a descris în mod sistematic metodele aplicate având ca punct de plecare o cercetare pedagogică pe care a efectuat-o în cadrul orelor de franceză, ca limbă străină la o clasă la care a predat timp de șapte ani, dintr-a cincea, până într-a treisprezecea, înainte de Bacalaureat. După aceea, a dat o formulă teoretică conceptului său. În mod paralel și alți cercetători, s-au arătat interesați de această metodă. Începând cu anul 1987, "Învățare prin Predare", a cunoscut o dezvoltare excepțională și datorită faptului că Jean-Pol Martin a creat o rețea la care au aderat mai mulți profesori care utilizau metoda la diferite materii și pentru un public diversificat. Acești profesori au început să inventarieze rezultatele și să le prezinte în cadrul cercurilor pedagogice. Metoda și-a mărit audiența în mod deosebit începând din anul 2001 în cadrul reformei învățământului din Germania. Acest an este foarte important și datorită faptului că acum s-au publicat rezultatele unui studiu-Pisa care a avut drept scop analiza comparativă a mai multor sisteme de învățământ din Europa și care a scos în evidență deficitele Germaniei. Astăzi, metoda este tratată în toate manualele de Didactică franceză în cadrul cercurilor pedagogice și este recomandată de Ministerul Învățământului.

## Definiția termenului de învățare
Funcția mintală prin care o persoană obține noi cunoștințe, abilități, valori, sensuri și referințe, folosindu-și capacitatea de a percepe informații.
Procesul de învățare are loc pe parcursul întregii vieți și este evidențiat de modificările pe care le produce în comportamentul persoanei.

## Conceptul de Învățare prin Predare
Metoda are la bază un principiu foarte simplu: în cadrul orelor, elevii își prezintă reciproc noile conținuturi din manual chiar de la începutul lecției. Metoda nu trebuie sub nicio formă confundată cu o prezentare orală, un model de curs magistral realizat de elevi. De fapt, elevii implicați nu numai că trebuie să prezinte ei înșiși noile conținuturi, ci și să utilizeze tehnici adecvate fiecărei teme sau subiect, atât în cadrul muncii în grup sau în tandem, cât și prin interpretare de documente, să verifice dacă ceilalți și-au însușit noile cunoștințe și să motiveze clasa. Întrebarea care se pune în mod logic este aceea a notării. Jean-Pol Martin, promotorul metodei se arată împotriva notării performanțelor elevilor, însă alți adepți ai săi se opun.

## Evoluția metodei din anul 2001
Metoda se bazează pe două componente: 
- o componentă antropologică
- și una didactică.

Componenta antropologică pleacă de la piramida aspirațiilor fundamentale a lui Maslow. Datoria de a preda elevilor conținuturile manualelor poate favoriza satisfacția dorinței de protecție a omului (prezentarea conținuturilor didactice întărește încrederea în sine), satisfacerea nevoii de contacte sociale și de recunoaștere din partea celorlalți, dorința de a se realiza și de a-și dezvolta potențialul și nu în ultimul rând aspirația spre transcendență înțeleasă ca o dorință de a da un sens faptelor sale. Această ultimă dorință trebuie analizată în contextul următor: pentru a aborda cu succes problemele care se prezintă în fața omenirii, este important să se mobilizeze toate resursele intelectuale de care aceasta dispune, ceea ce constituie baza metodei de "Predare prin Învățare". Din moment ce capacitatea de comunicare este condiția necesară pentru a împărtăși cunoștințele și a reconstrui, metoda favorizează în egală măsură o atitudine democrată.
În ceea ce privește componenta didactică, cel puțin referitor la învățarea limbilor străine, "Învățarea prin Predare" reduce contradicția aparentă între cele trei direcții diferite care s-au opus de-a lungul istoricului predării limbilor străine: direcția comportamentală (automatizarea structurilor lingvistice), cea cognitivistă (procesul de internalizare al conținuturilor intelectuale) și cea comunicativă (profesorul creează situații autentice).

## Realizarea concretă a metodei
Noile conținuturi ale lecției sunt împărțite în unități mai mici pe mai multe grupe de elevi (dar nu mai mult de trei elevi într-o grupă). Fiecare grupă se familiarizează cu partea sa din lecție având drept scop prezentarea ei în fața clasei. Este important de insistat asupra faptului că elevii trebuie să mediteze îndelung asupra unei strategii eficace și motivante pentru a prezenta noile conținuturi: pantomimă, rebus, joc de roluri, în niciun caz expunere sau prezentare orală complexă. Grupa care prezintă trebuie în același timp să verifice dacă toată clasa a priceput noua secvență de lecție prin teste, sau reproducerea conținutului de către un elev. Majoritatea profesorilor care utilizează metoda nu o fac la toate orele sau în mod continuu pentru că ea cere mai multă concentrare din partea elevilor și o pregătire mai intensă din partea profesorilor. Iată avantajele și dezavantajele prezentate de cei care o utilizează:
Avantaje
- Elevii lucrează mult mai intensiv și asimilează conținuturile în profunzime.
- Mai mult, elevii își însușesc competențe-cheie, ca:
  - capacitatea de a munci în grup,
  - capacitatea de a planifica o temă mai dificilă,
  - flexibilitate,
  - capacitatea de a prezenta un fragment din lecție și de a modera clasa,
  - încredere în sine.

Dezavantaje
- Prezentarea metodei cere un anumit timp.
- Elevii și profesorii trebuie să accepte să muncească în plus.

## Bibliografia
- Alan Gartner, Mary Conway Kohler, Frank Riessman: Children teach children – Learning by teaching. Harper & Row, New York u.a. 1971, ISBN 0-06-013553-0
- Joachim Grzega: LdL in universitären Kursen – Ein hochschuldidaktischer Weg zur Vorbereitung auf die Wissensgesellschaft. Internet-Ms., 2003, PDF Arhivat în 28 septembrie 2007, la Wayback Machine.
- Joachim Grzega: Lernen durch Lehren und Forschen – Bildungs-, lehr- und lernökonomische Hinweise und Materialien. Internet-Ms., 2005, PDF Arhivat în 11 august 2011, la Wayback Machine.
- Joachim Grzega, Franz Waldherr: Lernen durch Lehren (LdL) in technischen und anderen Fächern an Fachhochschulen. In: Projektseminare für Lehrende in technischen Fächern. Hrsg.: Zentrum für Hochschuldidaktik der bayerischen Fachhochschulen (DiZ), Schriftreihe DiNa, Ausg. 11/2007, ISSN 1612-4537, S. 1-17 (PDF)
- Jean-Pol Martin: Zum Aufbau didaktischer Teilkompetenzen beim Schüler – Fremdsprachenunterricht auf der lerntheoretischen Basis des Informationsverarbeitungsansatzes. Narr Verlag, Tübingen 1985, ISBN 3-87808-435-8 (zugl. Dissertation, Universität Gießen 1985)
- Jean-Pol Martin: Vorschlag eines anthropologisch begründeten Curriculums für den Fremdsprachenunterricht. Narr Verlag, Tübingen 1994, ISBN 3-8233-4373-4 (zugl. Habilitations-Schrift, Universität Eichstätt 1992)
- Jean-Pol Martin, Guido Oebel: Lernen durch Lehren – Paradigmenwechsel in der Didaktik?, In: Deutschunterricht in Japan. Zeitschrift des Japanischen Lehrerverbandes, Heft 12 / Herbst 2007, ISSN 1342-6575, S. 4–21 (PDF Arhivat în 24 mai 2010, la Wayback Machine.)
- Guido Oebel: Lernen durch Lehren (LdL) im DaF-Unterricht – Eine „echte" Alternative zum traditionellen Frontalunterricht In: Petra Balmus, Guido Oebel u. Rudolf Reinelt (Hrsg.): Herausforderung und Chance – Krisenbewältigung im Fach Deutsch als Fremdsprache in Japan. Iudicium, München 2005, ISBN 3-89129-404-2 (Kongressdokument der DaF-Werkstatt Westjapan, 2003: Beiträge zur DaF-Werkstatt Westjapan, Ryukyu-Universität, Okinawa, Japan, 12.-14. Dezember 2003: „Lernen durch Lehren“ für einen produktions- und handlungsorientierten Fremdsprachenunterricht – Ein praktischer Leitfaden mit zahlreichen kreativen Unterrichtsideen und reichhaltiger Materialauswahl. 2., verb. Aufl., Tectum-Verlag, Marburg 2003, ISBN 3-8288-8548-9
- Iuljana Tiosa: Repere metodologice ale dezvoltarii competentelor de communicare in limba germana la studentii-pedagogi in baza strategiei „a invata prin a preda” CHIȘINĂU, 2019 [nefuncțională]
- Carsten Waychert: Den eigenen Unterricht – und damit die Welt – verbessern. Bericht über die zweite DaF-Werkstatt Westjapan zum Thema: Aus dem unterrichtlichen Tiefschlaf aufwecken – Die Methode „Lernen durch Lehren“ und andere Ansätze zur Aktivierung japanischer Studierender im universitären Fremdsprachenunterricht mit Jean-Pol Martin (Universität Eichstätt) – Eine Veranstaltung westjapanischer Hochschullehrer und des DAAD (Universität Kurume, 27.–29. Oktober 2007) In: Deutschunterricht in Japan. Zeitschrift des Japanischen Lehrerverbandes, Heft 12 / Herbst 2007, ISSN 1342-6575, S. 123–130 (PDF Arhivat în 5 iunie 2011, la Wayback Machine.)